# Schloss Wallerode

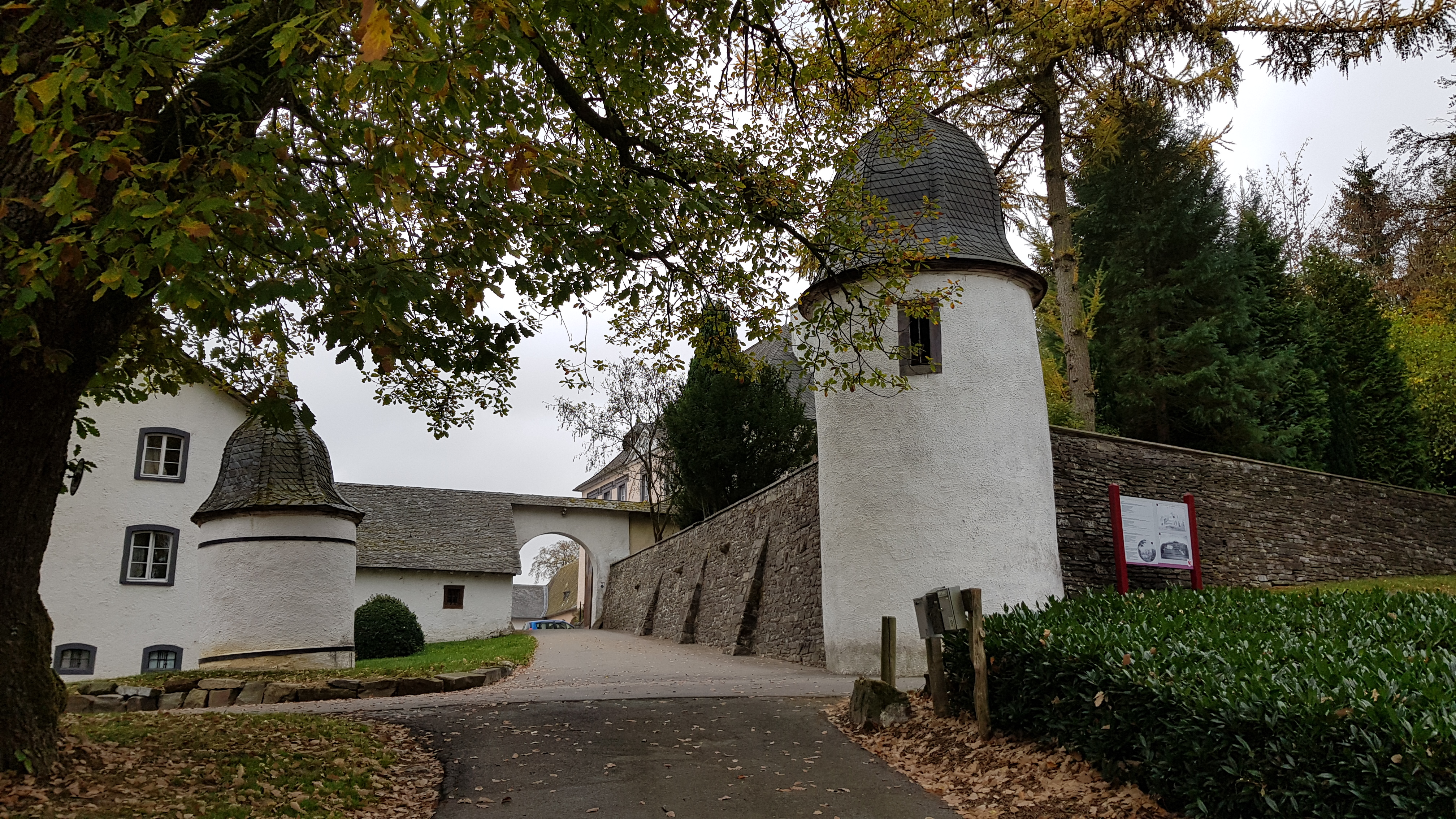
Eingang Nordseite

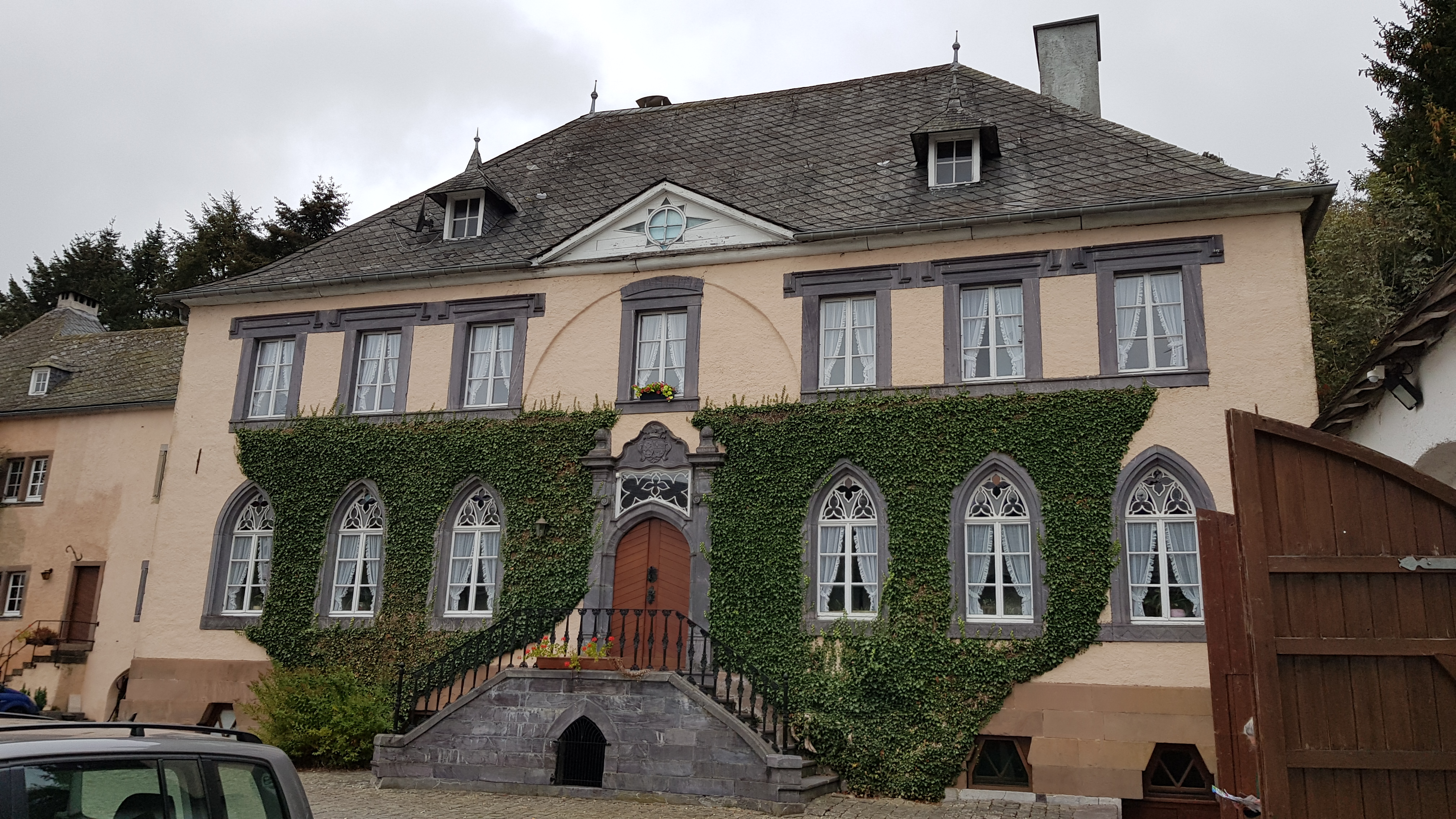
Wohnhaus

Schloss Wallerode ist ein Schloss in Wallerode, Schlossstraße 17, einem Stadtteil von Sankt Vith im Bereich der Deutschsprachigen Gemeinschaft in Belgien. Es liegt auf einer Höhe von rund 515 m. Die Anlage entstand vermutlich im Mittelalter. Im 17. Jahrhundert schlossartig ausgebaut, erfuhr sie in der Folge mehrfach Veränderungen und Erweiterungen. Seit 1841 befindet sie sich im Eigentum der aus Sorau in der Niederlausitz stammenden Familie „von Frühbuss“. 

## Geschichte

### Vorgeschichte
Der Name der Ortschaft Wallerode trägt seine Abstammung bereits in sich. Geht er doch auf eine Rodung zurück, die nach Heinrich Neu wohl im 10. oder 11. Jahrhundert unweit der großen, in Ost-West-Richtung über Sankt Vith führte erfolgte. Sie muss vor 1157 erfolgt sein, denn in diesem Jahr erscheint sie als „Wallenrode“ bzw. „Waltenroth“ in der Definition des Wildbannbereichs der Kölner Erzbischöfe. Grundherrin war die Abtei in Malmedy, auf deren Initiative daher wohl auch die Rodung zurückzuführen ist. Es entstand ein Herrenhof mit zugehörigen Vogteien (Lehen). Die Lage war bedeutend, was auch durch die Benennung in der Beschreibung des Wildbannes belegt wird. Aus dem Hof entstand ein festes Haus, das letztlich der Beherrschung der benannten Ost-West-Verbindung gedient haben muss.
Vor 1350 begann Johann von Valkenburg, als Vogt von Sankt Vith mit der Befestigung der Stadt, wodurch der zu diesem Zeitpunkt wohl schon befestigte Hof seine Bedeutung als Straßensperre verlor. Auf der Burg Wallerode wohnte augenscheinlich eine Ministerialenfamilie, die als Meier die Verwaltung des Hofes Wallerode versah. Für das Jahr 1365 ist ein Peter von Walderait, der Burgmann zu Schönecken war und in seinem Wappen den Manderscheider Sparren führte, folglich also zu diesem Geschlecht in Verbindung gestanden haben muss, überliefert. Ob er ein Angehöriger des auf dem festen Haus Wallerode ansässigen Geschlecht war und sich wie allgemein üblich nach diesem benannte kann nur vermutet werden.
Im Erbwege gelangte die Vogtei über die Herrschaft Sankt Vith 1405 an das Haus Nassau bzw. den Graf von Vianden, Engelbert I. von Nassau-Dillenburg. Sein Sohn und Rechtsnachfolger, Johann IV. von Nassau-Dillenburg belehnte am 27. April 1451 Johann von Enschringen mit umfangreichem Hof- und Landbesitz zu „Waldenrad“: 13 Vogteien nebst Zubehör und die halbe Mühle. Von der Familie von Enschringen, welche wohl auf die von Wallerode folgte, kam der Besitz dann an die von Bolich (auch Boulich). Am 21. Juni 1571 nahm Peter von Mansfeld als Gouverneur von Luxemburg – Wilhelm I. von Oranien-Nassau befand sich im Streit mit dem Souverän des Herzogtums Luxemburg Philipp II. von Spanien – von Wilhelm von Bolich einen Lehensrevers über lehnrührige Güter zu Wallerode entgegen. Wann die von Bolich in den Besitz von Wallerode gelangten bleibt dabei offen, zumindest in Teilen kam er aber wohl als Pfand an sie. Dies geht aus einer Urkunde vom 3. August 1664 hervor, nach der Johann Heinrich Baring aus Prüm den seitens Familie von Enschringen an die von Boulich verpfändeten Besitz in den Höfen Amel und Thommen erwarb. Im Detail veräußerte dabei Johann Bertram von Boulich und dessen Ehefrau Magdalene von und zu Schüller sämtliche Renten, Lehen und ihr Allodialgut betreffend der Höfe Amel und Thommen, so wie sie diese von den von Enschringen als Pfand annahmen. Am darauffolgenden 24. August übertrug auch Philipp Arnold, Johann Bertrams Bruder seinen Anteil an Baring.
Johann Heinrich Baring, der 1664 auch als Schultheiß des Hofes Amel belegt ist, entstammt einer Familie die 1569 in der Person des Johann Baring, kurtrierischer Ober- und Hochgerichtsschöffe zu Prüm erstmals auftritt. Nachkommen von Johann Heinrich Baring stellen im Laufe des 18. Jahrhunderts die Rentmeister und Vögte von Sankt Vith und hielten einen Teil des Hofes Amel.

### 1664 bis 1841
Nach der Tradierung, wie sie auch Die Kunstdenkmäler von Eupen-Malmedy wiedergeben, ließ Baring Schloss Wallerode im Jahr 1650 erbauen, wohingegen Oidtman angibt, das Baring in diesem Jahr Rentmeister und Vogt der Herrschaft Sankt Vith und Bütgenbach war. Hieraus ließe sich wiederum folgern, das die Familie Baring den bestehenden Herrenhof 1650 oder in den Vorjahren erwarb. Heinrich Neu folgert indes, das der Besitzwechsel erst 1664 erfolgte, Johann Heinrich Baring einen aus alter Zeit überkommenden Herrenhof vorfanden und diesen umbauen und erweitern ließen. Der Erwerb stand wohl mit in der Überlegung alle Voraussetzungen zur Erhebung in den Reichsritterstand zu erfüllen.
Johann Heinrich Baring, der gleichnamige Sohn des Erbauers von Schloss Wallerode, wurde am 2. September 1717 von Kaiser Karl VI. unter dem Beinamen „von Baring zu Wallerode“ in den Reichsritterstand erhoben. Unter seinen drei bekannten Kindern findet sich der Kanonikus an St. Florin in Koblenz, Emmerich von Baring zu Wallerode, Anna Johanna von Baring zu Wallerode die Georg Friedrich August von Montigny zu Schloss Bracht heiratete und deren Enkel Franz Ludwig Eugen Freiherr von Montigny von 1842 bis 1853 Landrat des Kreises Malmedy war und Peter Benignus von Baring zu Wallerode. Letzterer, 1745 als Besitzer genannt, war mit Antonia von Dhaem verheiratet. Ihre Familie führte Schloss Wallerode mit dem 1818 gestorbenen Sohn Philipp Ignaz und dessen beiden Söhnen Peter Benignus, gestorben 1813 als 25-jähriger Gardist und Florenz, Bürgermeister von Meyerode fort. Florenz von Baring zu Wallerode starb am 16. August 1818, als er nach einem Festessen eine Treppe herunterstürzte und dabei einen Genickbruch erlitt. Daraufhin wurde Schloss Wallerode im Jahr 1819 an die aus einer Malmedyer Familie stammende Therese Cavens veräußert, deren Initialen T.C. noch in den 1930er Jahren auf einigen Grenzsteinen aufzufinden waren.

### Ab 1841: Familie Frühbuss
Der ehemalige Oberst und nunmehrige Bürgermeister von Malmedy, Ernst von Frühbuss erwarb 1841 Schloss und Ländereien. 1840/1841 war er bereits für kurze Zeit kommissarischer Landrat des Landkreises Malmedy, ehe Franz Ludwig Eugen Freiherr von Montigny ihn bis 1853 als definitiver Landrat ablöste. Für einen Landrat war es nach der Kreisordnung von 1827 und dem Reglement wegen der Wahl der Landratskandidaten und Kreisdeputierten wesentlich, über eigenen ausgedehnten und bedeutenden Grundbesitz im Kreis zu verfügen, so dass sich der Kauf des Schlosses anbot. Von 1853 bis zu seinem Tod 1864 war Frühbuss schließlich selbst Landrat, 1861 erhob ihn der Preußische König Wilhelm I. in den erblichen Adelsstand. Von 1883 bis 1888 sollte ihm sein Sohn Oswald nachfolgen und nach diesem 1894 dessen Sohn Max von Frühbuss (geboren in Malmedy am 3. August 1883; gestorben am 23. März 1940 auf Schloss Wallerode). Vor dem Ersten Weltkrieg gehörten 322 Hektar zu Wallerode. Max’ Sohn, Ernst von Frühbuss (1921–2004), befasste sich neben der Bewirtschaftung des Gutes erneut wie seine Ahnen mit der Kommunalpolitik. Nachkommen der Familie bewohnen unverändert Schloss Wallerode.

## Architektur
Heinrich Neu entdeckte um 1970 im Britischen Museum in London zahlreiche Zeichnungen des 18. Jahrhunderts, darunter auch eine solche von Schloss Wallerode, die er dem Werk des aus Spa gebürtigen Malers Remacle le Loup (1708–1746) zuweist.
Schloss Wallerode stellt sich dem Betrachter als eine geschlossene Anlage dar. Sein Hauptgebäude, das zweigeschossige und nach oben mit einem hochgezogenen Walmdach abgeschlossene, in der nordwestlichen Ecke gelegene Herrenhaus von sieben zu zwei Achsen, entstand in der überkommenen Form in der Mitte des 18. Jahrhunderts. Rückwärtig war ebenfalls im frühen 18. Jahrhundert ein Bau mit einem barocken Dach an das Herrenhaus angefügt worden, der bis zum Ende des Zweiten Weltkriegs im Jahr 1945 bestand. Heinrich Neu unterzog in den frühen 1970er Jahren die Gesamtanlage insbesondere auf Grundlage der neu aufgefundenen Darstellung aus der ersten Hälfte des 18. Jahrhunderts einer eingehenden Untersuchung. Dabei führte die Begehung der Keller unter dem Herrenhaus zu dem Schluss, dass das auf der Darstellung sichtbare Haus im vorhandenen Mauerwerk des heutigen weiterbesteht. Dieses im Vergleich zum heutigen schmaler erscheinende, rechteckige Haus ragte demnach offensichtlich als Turm freistehend auf. Dem Haus Raaff bei Eynatten vergleichbar stellte es einen für das Mittelalter häufig anzutreffenden Wohnturm dar. Bei gleichartigem Grundriss wie Haus Raaff und ähnlich wie diesem vorragenden, runden Ecktürmchen. Augenfällig erweiterten der jeweilige Burgherr des 15. und 16. Jahrhunderts in mindestens zwei Bauperioden das schmale turmartige Haus zu einer zweiflügeligen, dem Zeitgeschmack des Barock entsprechenden Burg und verlegte dabei auch die Küche in den neu aufgeführten Flügel, worauf ein Brunnen noch hinweist.
Eine vollständige Umgestaltung erfolgte im Jahr 1841 im Zuge des Übergangs auf Ernst von Frühbuss. Nach den Änderungen fand Heinrich Neu in den 1930er Jahren im Erdgeschoss spitzbogige Fenster, im Obergeschoss Rechteckfenster älteren Datums vor. Mittig führt eine Freitreppe des 19. Jahrhunderts zum Eingang. Die spitzbogige Tür war noch vom originalen Rahmen, mit seinen schlicht verzierten Pilastern gefasst. Der geschweifte Giebel nahm das Wappen der Eheleute Baring – von Dhaem auf.
In den Jahren 1906 und 1929 ließ Max von Frühbuss die Wirtschaftsgebäude neu aufführen und das ehemals abschüssige Gelände des Innenhofs einebnen. Der sich an das Herrenhaus nach Südwesten anschließende lange, zweigeschossige Flügel von vier Achsen wurde gartenseitig im 19. Jahrhundert erneuert. Hofseitig präsentierte er sich Heinrich Neu noch in den Formen aus der Zeit seiner Erbauung im 17. Jahrhundert, nach den letzten Untersuchungen von Heinrich Neu aber sogar aus dem 16., wenn nicht gar 15. Jahrhundert. An der Ostseite dieses Traktes und unmittelbar an das Herrenhaus angrenzend, ein hochgezogener Eingang jüngeren Ursprungs. Neben dessen Türsturz das Doppelwappen Baring – Montigny. Der südwestliche der zweiflügeligen Wirtschaftsgebäude nimmt eine rundbogige Durchfahrt auf. Der Nordostflügel gehört zu den 1929 ausgeführten Neubauten. Vor dem rechts des Herrenhauses gelegenen Nordtor ein runder Brunnenturm und unweit ein zweigeschossiger Rundturm, der zugleich den Abschluss der gartenseitigen Futtermauer darstellt. Beide Türme entstammen dem 17. Jahrhundert und tragen geschweifte Kegelhauben.
Das Innere erfuhr bis zur Aufnahme durch Heinrich Neu in den 1930er Jahren verschiedene Veränderungen. So war die nach einem Visitationsbericht von 1744 belegte Kapelle nicht mehr vorhanden, stattdessen eine „weiträumige Eingangshalle mit doppelläufiger Balustertreppe“. Die Ausstattung sah noch gut erhaltenes Mobiliar des Rokoko, aber auch noch einzelne Stücke des 17. Jahrhunderts.

## Persönlichkeiten
- Ernst von Frühbuss (1794–1864), Landrat des Kreises Malmedy
- Oswald von Frühbuss (1839–1899), Landrat des Kreises Malmedy